# 어느 멋진 날 (2006년 드라마)
《어느 멋진 날》은 2006년 5월 31일부터 2006년 7월 20일까지 방영된 MBC 수목드라마이다.

## 등장 인물

### 주요 인물
- 공유 : 서건 역 (아역 양현우)
- 성유리 : 서하늘 역 (아역 서지희)
- 남궁민 : 강동하 역
- 이연희 : 구효주 역

### 서건의 주변 인물
- 강성진 : 구성찬 역 - 건의 친구
- 이기열 : 구경택 역 - 성찬의 아버지

### 서하늘의 주변 인물
- 정동환 : 박진권 역 - 하늘의 양아버지
- 선우은숙 : 지수현 역 - 하늘의 양어머니
- 유하준 : 박태원 역 - 하늘의 오빠

### 아쿠아리움 사람들
- 안연홍 : 김말자 역 - 기념품샵 점원
- 이언정 : 최선경 역 - 동하의 오랜 친구

### 우정출연
- 우희진 : 김지영 역 - 영주권을 위해 건과 위장결혼한 고객 (1화)
- 이승형 : 건의 아버지 역
- 이정호 : 토미 역

## 이모저모
- 당초 《샌프란시스코》란 제목으로 준비중이었지만 촬영지가 미국에서 호주로 바뀌면서 《어느 멋진 날》로 변경 · 확정되었다.[1]